# سلیم گوندوز
سلیم گوندوز (انگلیسی: Selim Gündüz؛ زادهٔ ۱۶ مهٔ ۱۹۹۴) بازیکن فوتبال اهل ترکیه است.
از باشگاه‌هایی که در آن بازی کرده‌است می‌توان به باشگاه فوتبال بوخوم اشاره کرد.